# Баждар, Самед
Саме́д Ба́ждар (серб. Самед Баждар; родился 31 января 2004) — сербский и боснийский футболист, нападающий испанского клуба «Реал Сарагоса» и сборной Боснии и Герцеговины.

## Клубная карьера
Воспитанник футбольной академии белградского «Партизана». 16 декабря 2020 года подписал свой первый профессиональный контракт с клубом. 15 мая 2021 года дебютировал за «Партизан», выйдя на замену в матче сербской Суперлиги против «Вождоваца».
В июле 2024 года перешёл в испанский клуб «Реал Сарагоса».

## Карьера в сборной
Выступал за сборные Сербии до 15, до 16, до 17, до 19 лет и до 21 года.
25 марта 2024 года дебютировал за главную сборную Сербии в товарищеском матче против сборной Кипра.